# El Hadji Diouf
El Hadji Ousseynou Diouf (n. 15 ianuarie 1981) este un fost fotbalist senegalez. Diouf era mijlocaș la origine, dar poziția lui favorită este cea de atacant.

## Cariera

### Sochaux(1998 - 1999)
Diouf a jucat 15 meciuri la Sochaux și nu a marcat niciun gol.

### Rennes(1999 - 2000)
Diouf a semnat gratis cu FC Rennes unde a jucat 28 meciuri și a dat 3 goluri.

### Lens(2000 - 2002)
Diouf s-a transferat la Lens gratis,unde a jucat 54 meciuri în 2 sezoane și a marcat 18 goluri.

### Liverpool(2002 - 2004)
Liverpool a plătit clubului R.C Lens suma de £ 10000000 pentru transferul lui Diouf.A jucat 57 meciuri și a marcat 3 goluri.

### Bolton(2004 - 2008)
Diouf a jucat 114 meciuri în 4 sezoane și a marcat 22 goluri.

### Sunderland(2008 - 2009)
A jucat un sezon la Sunderland unde n-a marcat.

### Blackburn Rovers(2009 - 2011)
Diouf a evoluat din 2009 până în 2011 la Blackburn Rovers unde a jucat 40 meciuri și a marcat 4 goluri.

### Doncaster Rovers(2011-2012)
Diouf a evoluat din 2011 până în 2012 la Doncaster Rovers unde a jucat 22 de meciuri și a marcat 6 goluri.

### Leeds United(2012-2014)
Diouf a evoluat din 2012 până în 2014 la Leeds United unde a jucat 36 de meciuri și a marcat 5 goluri.